# Badulla
Badulla (em cingalês: බදුල්ල ; em tâmil: பதுளை) é a capital e a maior cidade da província de Uva, situada nas colinas centrais do Sri Lanka.

## História
Badulla era uma vila isolada até que os britânicos construíram estradas de Cândia até Nuwara Eliya em meados do século XIX, como parte da crescente agricultura. No século XX, Badulla tornou-se um centro regional, com os britânicos estabelecendo-a como a capital de Uva Wellassa, agora conhecida como Província de Uva. Badulla ainda possui vários edifícios coloniais britânicos, incluindo a estação ferroviária de Badulla, a Igreja de São Marcos e o mercado Welekade. O distrito de Badulla é um dos principais distritos produtores de chá do país.
A cidade tem crescido continuamente desde a independência do país, de aproximadamente 13.000 habitantes em 1946, para 38.000 em 1977 e 47.587 em 2011.
Badulla é uma cidade multinacional com o antigo Templo Muthiyangana.

## Geografia

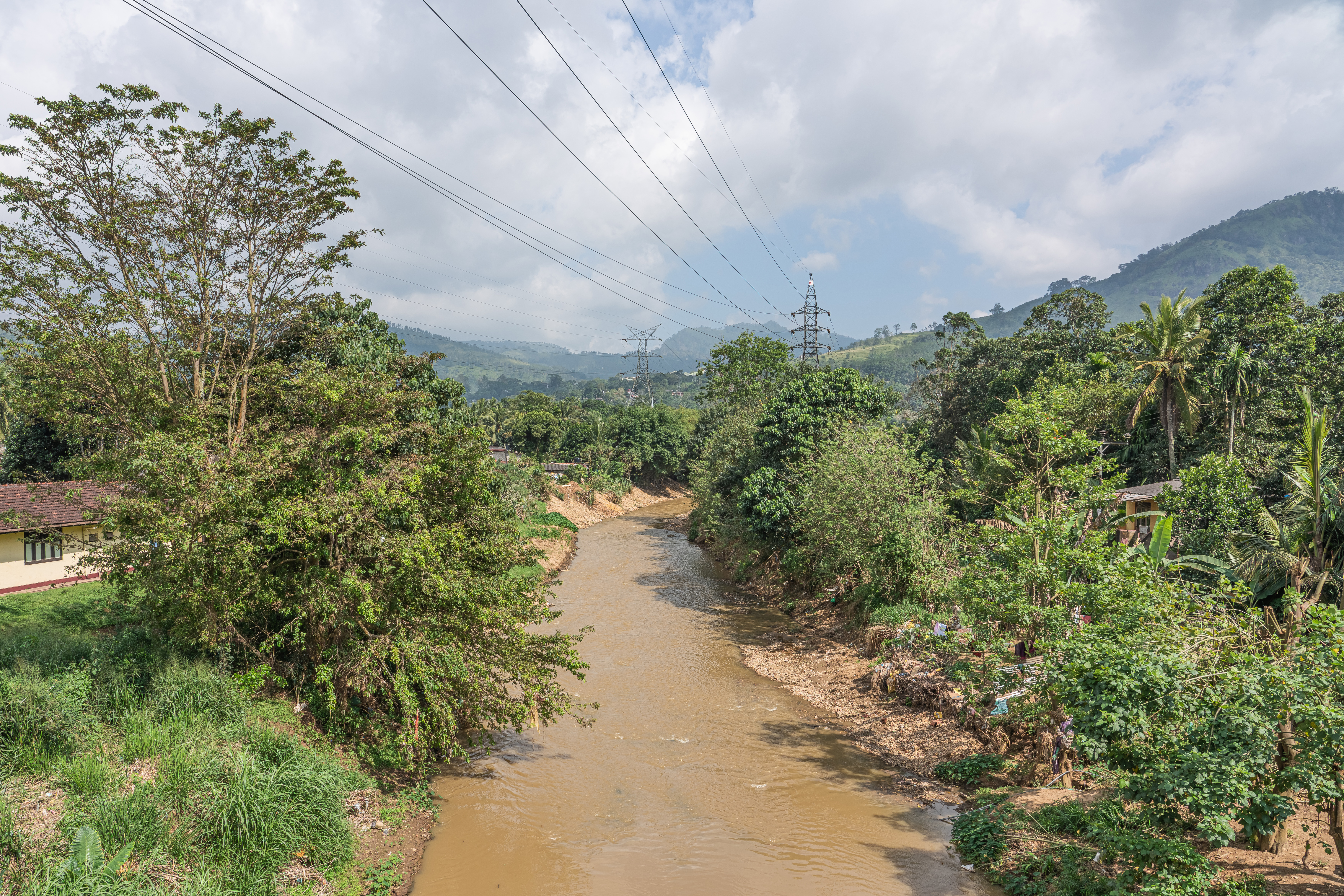
Rio Badulu Oya

Badulla está localizada no sudeste de Cândia, cerca de 680 m acima do nível do mar na cordilheira de Namunukula. O rio Badulu Oya atravessa a cidade. Foi a base de um príncipe local cingalês que governou a área antes de se tornar parte do Império Britânico. A cidade era o terminal da linha ferroviária do interior construída pelos britânicos para levar principalmente os produtos das plantações de chá para Colombo.

### Clima
Badulla tem um clima tropical de monção (Köppen: Am) caracterizado por temperaturas amenas e uma quantidade significativa de chuvas. A cidade apresenta uma estação chuvosa de outubro a janeiro, marcada por temperaturas mais amenas de dezembro a fevereiro em comparação com resto do ano.
| Dados climatológicos para Badulla | Dados climatológicos para Badulla | Dados climatológicos para Badulla | Dados climatológicos para Badulla | Dados climatológicos para Badulla | Dados climatológicos para Badulla | Dados climatológicos para Badulla | Dados climatológicos para Badulla | Dados climatológicos para Badulla | Dados climatológicos para Badulla | Dados climatológicos para Badulla | Dados climatológicos para Badulla | Dados climatológicos para Badulla | Dados climatológicos para Badulla |
| Mês                               | Jan                               | Fev                               | Mar                               | Abr                               | Mai                               | Jun                               | Jul                               | Ago                               | Set                               | Out                               | Nov                               | Dez                               | Ano                               |
| --------------------------------- | --------------------------------- | --------------------------------- | --------------------------------- | --------------------------------- | --------------------------------- | --------------------------------- | --------------------------------- | --------------------------------- | --------------------------------- | --------------------------------- | --------------------------------- | --------------------------------- | --------------------------------- |
| Temperatura máxima média (°C)     | 31,2                              | 32,8                              | 34,8                              | 36,2                              | 35,2                              | 35,1                              | 35,3                              | 35,5                              | 36,0                              | 35,2                              | 31,7                              | 30,5                              | 36,2                              |
| Temperatura mínima média (°C)     | 10,4                              | 8,0                               | 9,7                               | 13,2                              | 12,6                              | 15,1                              | 15,2                              | 14,4                              | 14,4                              | 12,7                              | 13,7                              | 10,8                              | 8,0                               |
| Chuva (mm)                        | 183,6                             | 102,3                             | 87,6                              | 183,5                             | 120,0                             | 51,6                              | 54,0                              | 72,2                              | 106,7                             | 242,1                             | 285,7                             | 269,9                             | 1 759,1                           |
| Dias com chuva (≥ 1 mm)           | 11,7                              | 8,1                               | 7,2                               | 12,8                              | 10,1                              | 5,0                               | 4,9                               | 6,4                               | 8,8                               | 15,1                              | 18,7                              | 17,0                              | 125,9                             |
| Umidade relativa (%)              | 84                                | 83                                | 82                                | 81                                | 82                                | 82                                | 83                                | 83                                | 84                                | 85                                | 86                                | 86                                | 84                                |
| Insolação (h)                     | 155,6                             | 160,9                             | 217,5                             | 247,0                             | 248,9                             | 206,9                             | 220,9                             | 221,5                             | 194,9                             | 190,7                             | 174,5                             | 159,9                             | 2 229,6                           |
| Fonte: NOAA                       |                                   |                                   |                                   |                                   |                                   |                                   |                                   |                                   |                                   |                                   |                                   |                                   |                                   |

## Demografia
| Grupo étnico       | População | Total % |
| ------------------ | --------- | ------- |
| Cingaleses         | 29,961    | 73.22   |
| Mouros             | 5,519     | 13.49   |
| Tâmeis (Sri Lanka) | 2,717     | 6.64    |
| Tâmeis             | 1,989     | 4.86    |
| Outros             | 735       | 1.80    |
| Total              | 40,920    | 100     |

## Transporte
Badulla fica a cerca de 230 km de Colombo, em direção às encostas orientais das colinas centrais do país. Existem várias rotas para Badulla saindo de Colombo, Cândia e Galle. De Colombo, pode-se viajar via Ratnapura, Balangoda, Haputale, Bandarawela e Hali Ela ao longo da A4 e A16. Badulla é completamente cercada de atrativos turísticos, por se localizar próximo ao Parque Nacional Horton Plains e das Cordilheiras Knuckles.